# My Morning Jacket
My Morning Jacket is een Amerikaanse indierockband uit Louisville, Kentucky. De band bestaat momenteel uit zanger/songwriter/gitarist Jim James, bassist "Two Tone" Tommy, drummer Patrick Hallahan, gitarist Carl Broemel and toetsenist Bo Koster.
De band werd opgericht in 1998 en bestond oorspronkelijk behalve Jim James en "Two Tone" Tommy (Tom Blankenship), uit gitarist Johnny Quaid en drummer J. Glenn. Begin 2000 werd toetsenist Danny Cash aan de band toegevoegd. Eind 2000 verliet drummer J. Glenn de band en werd vervangen door Chris 'KC' Guetig. Deze werd vervolgens weer vervangen door Patrick Hallahan in mei 2002. Begin 2004 werd duidelijk dat Johnny Quaid en Danny Cash het voor gezien hielden en de band verlaten hadden om persoonlijke redenen. Zo hadden ze geen zin meer in het intensieve toeren. Hun plaatsen werden resp. door Carl Broemel en Bo Koster ingenomen.

## Discografie

### Albums
| Album met eventuele hitnotering(en) in de Nederlandse Album Top 100 | Datum van verschijnen | Datum van binnenkomst | Hoogste positie | Aantal weken | Opmerkingen                       |
| ------------------------------------------------------------------- | --------------------- | --------------------- | --------------- | ------------ | --------------------------------- |
| The Tennessee fire                                                  | 05-1999               | -                     |                 |              |                                   |
| At dawn                                                             | 03-2001               | -                     |                 |              |                                   |
| It still moves                                                      | 09-2003               |                       |                 |              |                                   |
| Early recordings chapter 1 - The sandworm cometh                    | 11-2004               | -                     |                 |              | Demo's, Out-Takes, Live & B-sides |
| Early recordings chapter 2 - Learning                               | 11-2004               | -                     |                 |              | Demo's, Out-Takes, Live & B-sides |
| Z                                                                   | 04-10-2005            | -                     |                 |              |                                   |
| Okonokos                                                            | 09-2006               |                       |                 |              |                                   |
| Evil urges                                                          | 06-06-2008            | 21-06-2008            | 70              | 2            |                                   |
| Circuital                                                           | 03-06-2011            | 11-06-2011            | 91              | 1            |                                   |
| The Waterfall                                                       | 05-2015               | 09-05-2015            | 48              | 2            |                                   |

| Album met hitnotering(en) in de Vlaamse Ultratop 200 albums | Datum van verschijnen | Datum van binnenkomst | Hoogste positie | Aantal weken | Opmerkingen |
| ----------------------------------------------------------- | --------------------- | --------------------- | --------------- | ------------ | ----------- |
| Z                                                           | 2005                  | 12-11-2005            | 71              | 3            |             |
| Evil urges                                                  | 2008                  | 21-06-2008            | 34              | 4            |             |
| Circuital                                                   | 2011                  | 18-06-2011            | 61              | 2            |             |
| The Waterfall                                               | 2015                  | 09-05-2015            | 49              | 11           |             |

### Singles
| Single met eventuele hitnotering(en) in de Nederlandse Top 40                                        | Datum van verschijnen | Datum van binnenkomst | Hoogste positie | Aantal weken | Opmerkingen              |
| --- | --------------------- | --------------------- | --------------- | ------------ | ------------------------ |
| Heartbreakin man                                                                                     | 05-2000               | -                     |                 |              |                          |
| My morning jacket does bad jazz                                                                      | 07-2000               | -                     |                 |              |                          |
| We wish you a merry Christmas and a happy new year! a.k.a. My morning jacket does Xmas fiasco style! | 12-2000               | -                     |                 |              |                          |
| My morning jacket does gold hole                                                                     | 01-2001               | -                     |                 |              |                          |
| Split                                                                                                | 04-2002               | -                     |                 |              | EP met onder andere Ohia |
| Chocolate and ice                                                                                    | 04-2002               | -                     |                 |              |                          |
| Sweatbees                                                                                            | 11-2002               | -                     |                 |              |                          |
| Run thru                                                                                             | 11-2003               | -                     |                 |              |                          |
| Acoustic citsuoca (Live)                                                                             | 05-2004               | -                     |                 |              |                          |
| Off the record                                                                                       | 10-2005               | -                     |                 |              |                          |

### Dvd
- Okonokos (oktober 2006)

## Bandleden
- Jim James: zanger/gitarist/songwriter - echte naam: James (Jim) Olliges Jr.
- "Two-Tone" Tommy: bassist - echte naam: Thomas (Tom) Blankenship
- Patrick Hallahan: drummer
- Bo Koster: toetsenist
- Carl Broemel: gitarist